# Chang Chen-yue
Chang Chen-yue (chinois traditionnel : 張震嶽 ; pinyin : Tiuⁿ Chìn-ga̍k ; Wade : Chang Chen-yue ; né le 2 mai 1974), est un musicien autochtone taïwanais de rock et hip-hop, auteur-compositeur, chanteur, guitariste, et leader de son groupe, Free Night, également connu sous le nom de Free9. Il est surtout connu pour son tube Ai Wo Bie Zou, sorti en 1998. Son album 我是海雅谷慕 (I am Ayal Komod), sorti en 2013, reçoit le prix du « meilleur album » lors de la 25e édition des Golden Melody Awards.
Chang est un aborigène taïwanais du peuple Amis.

## Biographie
Chang faisait partie de la chorale de l'église lorsqu'il était enfant, ce qui l'a amené à s'intéresser à la musique dès son plus jeune âge. Il apprend à jouer de la guitare au collège et s'initie progressivement au rock.
Chang sort son premier album 就是喜歡你 avec les labels Pony Canyon et Magic Stone en 1993 avant d'enchaîner avec l'album 花開了沒有 avec le label taïwanais Rock Records. Chang sort ses troisième et quatrième albums 這個下午很無聊 (1997) et 秘密基地 (1998) avec Magic Stone. La chanson Love Me, Don't Go, tirée de 秘密基地, est un énorme succès en Chine et à Taïwan. Les deux albums figurent dans la liste des 10 meilleurs albums du China Times en 1998 et 1999 respectivement. Chang passe au hip-hop en collaborant avec le rappeur MC HotDog dans la chanson Wo Yao Qian de l'album 秘密基地. Chang apparaît dans le film 超級公民, réalisé par Wan Jen en 1998, qui est présenté à la Mostra de Venise et remporte le prix FIPRESCI/NETPAC au Festival international du film de Singapour en 1999. 
Chang sort son 10e album studio I am Ayal Komod en juillet 2013. L'album reçoit le prix du « meilleur album  en mandarin » lors de la 25e édition des Golden Melody Awards,. En 2015, il rejoint le groupe de hip-hop 兄弟本色 (G.U.T.S.), avec le rappeur MC HotDog, E-SO, et Xiao Chun. Le groupe est connu pour son tube Fei Tai Yuan. En 2017, il apparait comme l'un des juges aux côtés de Kris Wu, Will Pan, Jane Zhang et GAI. dans l'émission de rap battle, The Rap of China. Il publie son quatrième EP Gone Away en octobre 2019.

## Discographie
- 1993 : 就是喜歡你
- 1994 : 花開了沒有
- 1997 : 這個下午很無聊
- 1998 : 秘密基地
- 2000 : 有問題
- 2001 : ORANGE電子音樂專輯
- 2001 : ORANGE電子音樂專輯2
- 2002 : 等我有一天
- 2004 : 阿嶽正傳 (best of)
- 2005 : 馬拉桑 (EP)
- 2005 : 再見 (EP)
- 2007 : OK
- 2011 : 兩手空空  (EP) (Rock Records)
- 2011 : 我想要的感覺 (album)
- 2013 : 我是海雅谷慕 (album) (Rock Records)
- 2017 : 遠走高飛